# 관사
관사(冠詞, article)는 명사 앞에 붙어서 그 명사의 뜻에 제한을 두는 낱말이다. 영어에는 부정관사 a(an)와 정관사 the 가 있다. 처음 언급되는 단수명사에는 부정관사가 붙고, 이미 언급된 것을 나타내는 명사에는 정관사가 붙는다.

## 개요
언어에 따라 명사의 앞 뒤에 놓여지는 말이다. 이어지는 명사의 배경(수, 성 격 등)에 따라 변화 할 수도 있다. 지시사 등과 함께 한정하는 품사를 구성할 수도 있다 (영어 등). 한편, 지시사와 관사는 별도의 위치를 차지할 수 있다. 예를 들어, 카나 어에서 관사는 명사의 앞에, 지시사는 명사 뒤에 놓이고 동시에 사용할 수 있다.
종종 접어이며, 또한 바로 뒤에 오는 단어의 발음에 따라 변화할 수 있다. 예를 들어, 다음 단어의 어두가 모음일 때 다음이 자음일 때 비해 모음을 생략하고 자음을 보충하는 일이 자주 발생한다. 영어 관사는 다음이 자음일 때 생략된 발음을 한다.(an에서 n이 생략되어 발음)
일부 언어에서는 전치사와 인접할 때 전치사와 결합하여 축약형이 될 수도 있다. 프랑스어에서는 축약형을 가진 조합 시에는 반드시 축약형을 사용한다. (예 : de + le → du ) 이러한 현상을 독일어에서는 의미의 차이로 구분한다. (예 : 보통 von + dem → vom 하지만 지시사인 경우 von dem처럼 한다) 이처럼 언어에 따라 형태가 달라진다. 또한, 로망스어군의 원류인 라틴어에는 관사가 없으며, 러시아어와 많은 슬라브어, 그리고 페르시아어처럼 인도유럽어족에 속하는 언어도 관사가 없는 것도 있다.

## 종류
관사는 결합 명사를 주요부로 하는 명사구가 정해진, 또는 특정 대상을 가리키는 것을 나타내는 정관사(definite article)와 특정한 대상을 가리키지 않은 것을 나타내는 부정관사(indefinite article)로 크게 구분할 수 있다.
지시사와는 별도로 정관사를 가진 언어는 주로 서유럽, 아프리카 중부 태평양, 메소아메리카에 잘 나타난다. 아시아, 남미, 서해안을 제외한 북아메리카에는 비교적 적게 나타난다.(지도)
부정관사를 가진 언어는 유럽, 아프리카 중부, 남극, 중동, 미얀마를 걸쳐 뉴기니 동부와 태평양, 중앙아메리카에 잘 나타난다. 북미, 남미, 호주, 북아시아에는 비교적 적은 편이다.(지도)

### 정관사(definite article)
결합 명사를 주요부로 하는 명사구가 정해진, 또는 특정 대상을 가리키는 것을 나타낸다.
- The (영어)
- ال (아랍어)

### 부정관사(indefinite article)
특정한 대상을 가리키지 않은 것을 나타낸다.

## 같이 보기
- 영어 관사
- 한정성